# Skate America de 2008
O Skate America de 2008 foi a vigésima sétima edição do Skate America, um evento anual de patinação artística no gelo organizado pela United States Figure Skating Association, e que fez parte do Grand Prix de 2008–09. A competição foi disputada entre os dias 23 de novembro e 28 de novembro, na cidade de Everett, Washington, Estados Unidos.

## Eventos
- Individual masculino
- Individual feminino
- Duplas
- Dança no gelo

## Medalhistas
| Evento                        | Ouro                                             | Prata                                                | Bronze                                    |
| Individual masculino detalhes | Takahiko Kozuka · Japão                          | Johnny Weir · Estados Unidos                         | Evan Lysacek · Estados Unidos             |
| Individual feminino detalhes  | Kim Yu-Na · Coreia do Sul                        | Yukari Nakano · Japão                                | Miki Ando · Japão                         |
| Duplas detalhes               | Aliona Savchenko · Robin Szolkowy · Alemanha     | Keauna McLaughlin · Rockne Brubaker · Estados Unidos | Maria Mukhortova · Maxim Trankov · Rússia |
| Dança no gelo detalhes        | Isabelle Delobel · Olivier Schoenfelder · França | Tanith Belbin · Benjamin Agosto · Estados Unidos     | Sinead Kerr · John Kerr · Reino Unido     |

## Resultados

### Individual masculino
| Pos.              | Nome               | Nacionalidade  | Pontos | PC         | PL          |
| ----------------- | ------------------ | -------------- | ------ | ---------- | ----------- |
| Medalha de ouro   | Takahiko Kozuka    | Japão          | 226.18 | 80.10 (3)  | 146.08 (1)  |
| Medalha de prata  | Johnny Weir        | Estados Unidos | 225.20 | 80.55 (2)  | 144.65 (2)  |
| Medalha de bronze | Evan Lysacek       | Estados Unidos | 223.21 | 81.30 (1)  | 141.91 (3)  |
| 4                 | Kevin Reynolds     | Canadá         | 204.89 | 67.18 (4)  | 137.71 (4)  |
| 5                 | Shawn Sawyer       | Canadá         | 199.98 | 64.14 (6)  | 135.84 (5)  |
| 6                 | Alexander Uspenski | Rússia         | 177.81 | 59.63 (7)  | 118.18 (6)  |
| 7                 | Adrian Schultheiss | Suécia         | 177.26 | 64.40 (5)  | 112.86 (9)  |
| 8                 | Adam Rippon        | Estados Unidos | 174.82 | 59.60 (8)  | 115.22 (7)  |
| 9                 | Igor Macypura      | Eslováquia     | 169.61 | 54.58 (9)  | 115.03 (8)  |
| 10                | Ian Martinez       | Canadá         | 155.18 | 50.68 (10) | 104.50 (10) |

### Individual feminino
| Pos.              | Nome              | Nacionalidade  | Pontos | PC         | PL         |
| ----------------- | ----------------- | -------------- | ------ | ---------- | ---------- |
| Medalha de ouro   | Kim Yuna          | Coreia do Sul  | 193.45 | 69.50 (1)  | 123.95 (1) |
| Medalha de prata  | Yukari Nakano     | Japão          | 172.53 | 57.46 (3)  | 115.07 (2) |
| Medalha de bronze | Miki Ando         | Japão          | 168.42 | 57.80 (2)  | 110.62 (3) |
| 4                 | Rachael Flatt     | Estados Unidos | 155.73 | 54.92 (5)  | 100.81 (4) |
| 5                 | Mirai Nagasu      | Estados Unidos | 142.90 | 56.42 (4)  | 86.48 (7)  |
| 6                 | Susanna Pöykiö    | Finlândia      | 142.14 | 47.82 (8)  | 94.32 (5)  |
| 7                 | Mira Leung        | Canadá         | 136.16 | 45.74 (10) | 90.42 (6)  |
| 8                 | Kimmie Meissner   | Estados Unidos | 135.92 | 54.90 (6)  | 81.02 (9)  |
| 9                 | Liu Yan           | China          | 128.12 | 46.96 (9)  | 81.16 (8)  |
| 10                | Annette Dytrt     | Alemanha       | 116.83 | 48.32 (7)  | 68.51 (11) |
| 11                | Tuğba Karademir   | Turquia        | 113.91 | 41.26 (11) | 72.65 (10) |
| WD                | Valentina Marchei | Itália         | —      | — (WD)     |            |

### Duplas
| Pos.              | Nome                                | Nacionalidade  | Pontos | PC        | PL         |
| ----------------- | ----------------------------------- | -------------- | ------ | --------- | ---------- |
| Medalha de ouro   | Aliona Savchenko / Robin Szolkowy   | Alemanha       | 180.77 | 64.08 (2) | 116.69 (1) |
| Medalha de prata  | Keauna McLaughlin / Rockne Brubaker | Estados Unidos | 172.69 | 57.02 (3) | 115.67 (2) |
| Medalha de bronze | Maria Mukhortova / Maxim Trankov    | Rússia         | 167.67 | 66.32 (1) | 101.35 (4) |
| 4                 | Meagan Duhamel / Craig Buntin       | Canadá         | 159.80 | 54.26 (4) | 105.54 (3) |
| 5                 | Rena Inoue / John Baldwin           | Estados Unidos | 146.51 | 50.00 (5) | 96.51 (5)  |
| 6                 | Caitlin Yankowskas / John Coughlin  | Estados Unidos | 141.70 | 48.40 (6) | 93.30 (6)  |
| 7                 | Adeline Canac / Maximin Coia        | França         | 134.36 | 44.00 (8) | 90.36 (7)  |
| 8                 | Zhang Yue / Wang Lei                | China          | 124.63 | 44.60 (7) | 80.03 (8)  |

### Dança no gelo
| Pos.              | Nome                                    | Nacionalidade  | Pontos | DC        | DO        | DL        |
| ----------------- | --------------------------------------- | -------------- | ------ | --------- | --------- | --------- |
| Medalha de ouro   | Isabelle Delobel / Olivier Schoenfelder | França         | 187.64 | 38.49 (1) | 58.26 (1) | 90.89 (2) |
| Medalha de prata  | Tanith Belbin / Benjamin Agosto         | Estados Unidos | 186.53 | 37.63 (2) | 57.47 (3) | 91.43 (1) |
| Medalha de bronze | Sinead Kerr / John Kerr                 | Reino Unido    | 180.20 | 34.37 (3) | 57.74 (2) | 88.09 (4) |
| 4                 | Emily Samuelson / Evan Bates            | Estados Unidos | 175.66 | 31.81 (5) | 55.01 (4) | 88.84 (3) |
| 5                 | Pernelle Carron / Mathieu Jost          | França         | 166.92 | 32.26 (4) | 52.74 (5) | 81.92 (5) |
| 6                 | Ekaterina Rubleva / Ivan Shefer         | Rússia         | 159.03 | 28.41 (7) | 50.37 (7) | 80.25 (6) |
| 7                 | Jane Summersett / Todd Gilles           | Estados Unidos | 156.62 | 27.50 (8) | 50.51 (6) | 78.61 (7) |
| 8                 | Katherine Copely / Deividas Stagniūnas  | Lituânia       | 156.28 | 29.78 (6) | 48.38 (8) | 78.12 (8) |
| 9                 | Allie Hann-McCurdy / Michael Coreno     | Canadá         | 142.95 | 25.74 (9) | 45.44 (9) | 71.77 (9) |

## Quadro de medalhas
| Ordem | País           | Medalha de ouro | Medalha de prata | Medalha de bronze |    | Ordem por total |
| ----- | -------------- | --------------- | ---------------- | ----------------- | -- | --------------- |
| 1     | Japão          | 1               | 1                | 1                 | 3  | 2               |
| 2     | Alemanha       | 1               |                  |                   | 1  | 3               |
| 2     | Coreia do Sul  | 1               |                  |                   | 1  | 3               |
| 2     | França         | 1               |                  |                   | 1  | 3               |
| 5     | Estados Unidos |                 | 3                | 1                 | 4  | 1               |
| 6     | Reino Unido    |                 |                  | 1                 | 1  | 3               |
| 6     | Rússia         |                 |                  | 1                 | 1  | 3               |
| TOTAL | TOTAL          | 4               | 4                | 4                 | 12 | —               |